# Il Mediterraneo
Il Mediterraneo è stato un quotidiano pubblicato a Palermo dal 1995 al 2000.
Fu edito da Vinicio Boschetti, imprenditore pubblicitario di San Severo (FG), ma da anni trapiantato in Sicilia, che riteneva di coprire lo spazio lasciato vuoto a Palermo dal giornale L'Ora, chiuso nel 1992. Fu diretto, tra gli altri, da Francesco Terracina, Marianna Bartoccelli, Marcello Barbaro, Nino Sunseri, Diego Landi.
Chiuse nel 2000, dopo aver lasciato senza stipendio per vari mesi giornalisti e amministrativi. Oltre che il peso dei debiti, a decretarne la fine fu anche l'assenza di un ruolo, una crisi di identità aggravata dalla ricerca di sostegni a destra e a sinistra sul "mercato" politico.
Nel 2003 proprio per le vicissitudini finanziarie de Il Mediterraneo la Guardia di Finanza arrestò per bancarotta fraudolenta l'editore Vinicio Boschetti, per società a lui riconducibili collegate al quotidiano.
Contribuì comunque, insieme a Oggi Sicilia, altro quotidiano palermitano nato in quegli anni, a formare una nuova generazione di giornalisti siciliani.